# Dębina (Gorzów Śląski)
Dębina (deutsch Dupine, 1936–1945 Kostberg) ist ein Ort in der Stadt- und Landgemeinde Gorzów Śląski (Landsberg O.S.) im Powiat Oleski der Woiwodschaft Opole in Polen.

## Geographie
Dębina liegt rund vier Kilometer südwestlich von Gorzów Śląski (Landsberg O.S.), 20 Kilometer nordwestlich von Olesno (Rosenberg) und rund 55 Kilometer nordöstlich von Opole (Oppeln). Durch den Ort verläuft die Landesstraße Droga krajowa 45.
Zu Dębina gehören die Weiler Karpaty und Podstawie.
Nachbarorte von Dębina sind im Nordwesten Budzów (Busow), im Südosten Pawłowice (Ober Paulsdorf) und im Südwesten Biadacz (Ludwigsdorf).

## Geschichte
Nach dem Ersten Schlesischen Krieg 1742 fiel Dupine mit dem größten Teil Schlesiens an Preußen.
Nach der Neuorganisation der Provinz Schlesien gehörte Dupine als Kolonie zum Ort Ober Paulsdorf ab 1816 zum Landkreis Rosenberg O.S. im Regierungsbezirk Oppeln. 1845 bestanden im Dorf sieben Häuser. Im gleichen Jahr lebten in Dupine 61 Menschen, davon zwölf evangelisch.
1936 wurde der Ort in Kostberg umbenannt. Bis 1945 befand sich der Ort im Landkreis Neustadt O.S. und gehörte als Kolonie zu Ober Paulsdorf.
1945 kam der bisher deutsche Ort unter polnische Verwaltung, wurde der Woiwodschaft Schlesien angeschlossen und Dębina umbenannt. 1950 kam der Ort zur Woiwodschaft Oppeln und 1975 zur Woiwodschaft Tschenstochau. 1999 kam der Ort zum wiedergegründeten Powiat Oleski und wieder zur Woiwodschaft Oppeln.